# Desa Cijambe (administrativ by i Indonesien, lat -6,64, long 107,73)
Desa Cijambe är en administrativ by i Indonesien.   Den ligger i provinsen Jawa Barat, i den västra delen av landet, 110 km öster om huvudstaden Jakarta.